# Heidi Rovanperä
Heidi Rovanperä est une ancienne joueuse finlandaise de volley-ball née le 19 mai 1987. Elle mesure 1,81 m et jouait au poste de passeuse. 

## Clubs
| Club                  | De        | À         |
| --------------------- | --------- | --------- |
| Woman Volley          | 2005-2006 | 2005-2006 |
| Ploki Pihtipudas      | 2006-2007 | 2006-2007 |
| Woman Volley          | 2007-2008 | 2007-2008 |
| Kuusamon Pallo-Karhut | 2008-2009 | 2008-2009 |
| HPK Naiset            | 2009-2010 | 2010-2011 |
| LP Kangasala          | 2011-2012 | 2011-2012 |
| Oriveden Ponnistus    | 2012-2013 | 2012-2013 |
| Woman Volley          | 2014-2015 | 2016-2017 |

## Palmarès
- Championnat de Finlande
  - Finaliste : 2010